# Personenschifffahrt auf dem Genfersee

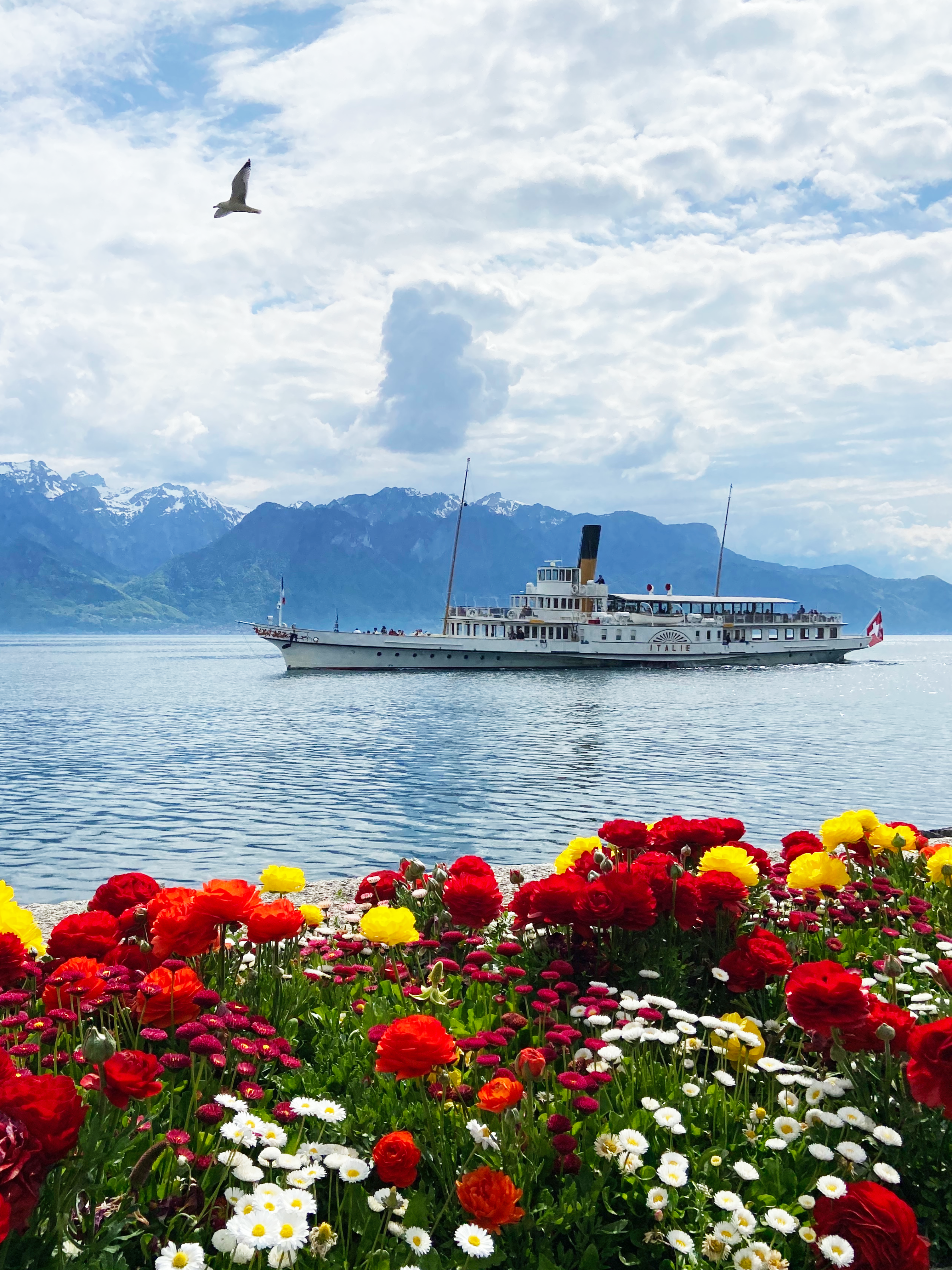
Schaufelradschiff Italie

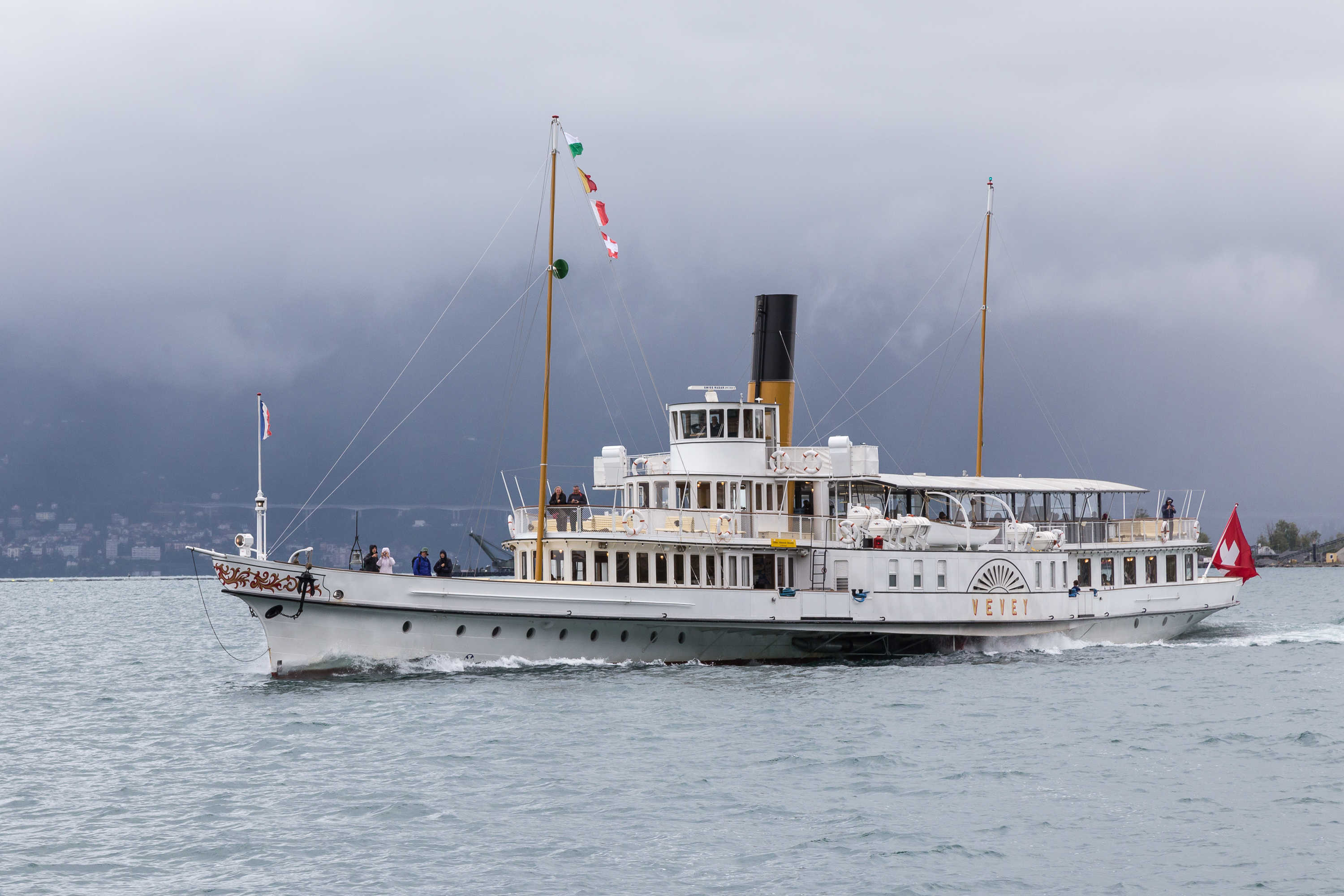
Schaufelradschiff Vevey

Die Personenschifffahrt auf dem Genfersee verbindet die zahlreichen Seeanstössergemeinden des Genfersees in der Schweiz und Frankreich wie Bellevue, Coppet, Évian-les-Bains, Genf, Hermance, Lausanne, Le Bouveret, Montreux, Nyon, Thonon-les-Bains und Vevey mit einem dichten Verkehrsnetz.

## Geschichte

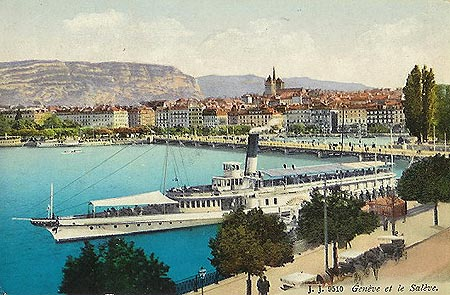
Die Genève auf einer Postkarte aus dem Jahr 1928

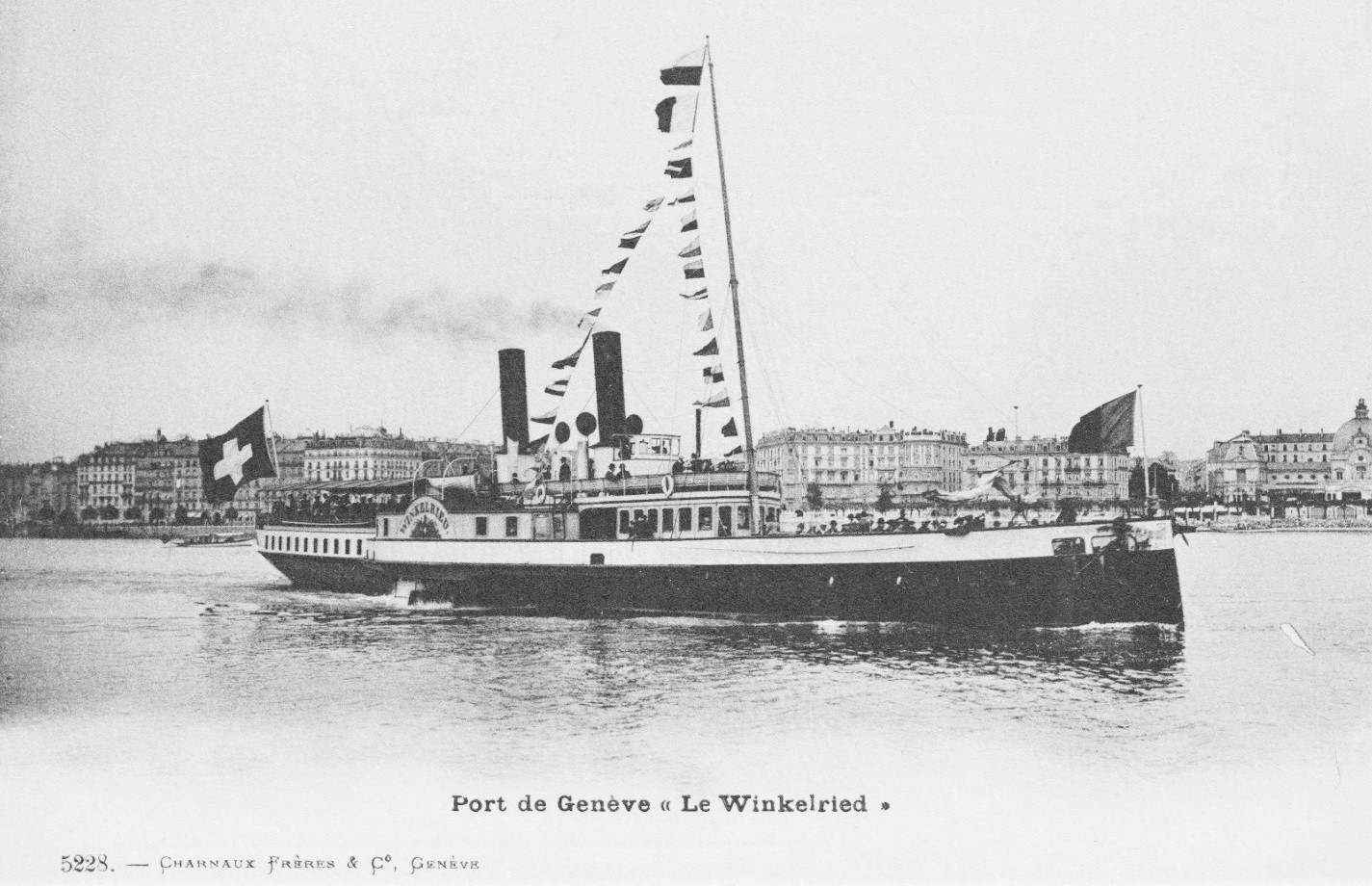
Die 1870 gebaute Winkelried war eines der bekanntesten Schiffe auf dem Genfersee

Die Berufsfischer werden von Historikern als erste Fährleute auch auf diesem See  vermutet. Als spezieller Schiffstyp hatte sich die Barque du Léman auf dem See etabliert. 1823 wurde das erste Dampfschiff durch den amerikanischen Konsul Edward Church auf dem See eingesetzt. Ab dem 1. Juli 1823 verkehrte die Guillaume Tell zwischen Genf und Lausanne regelmässig. Bald konkurrierten mit dem Dampfer auch die Winkelried (1824) und die Waadtländer Léman (1826) um den Transport von Gütern und Personen auf dem See.
Mit der Belle Epoque seit Mitte des 19. Jahrhunderts und dem Ausbau der Eisenbahnen kamen mehr Personen und Güter an die Ufer der Seen, wo  Schiffe den Weitertransport übernahmen. Von der zunehmenden Zahl ausländischer Touristen profitierte auch der Genfersee. Die Flotten wurden stark ausgebaut und die ersten Salondampfer erstellt. 1875 wurde mit der Mont Blanc der erste Salonraddampfer auf dem Genfersee in Betrieb genommen. Die Schiffe der Compagnie générale de navigation sur le Lac Léman (CGN) waren bekannt für ihre Gastronomie.

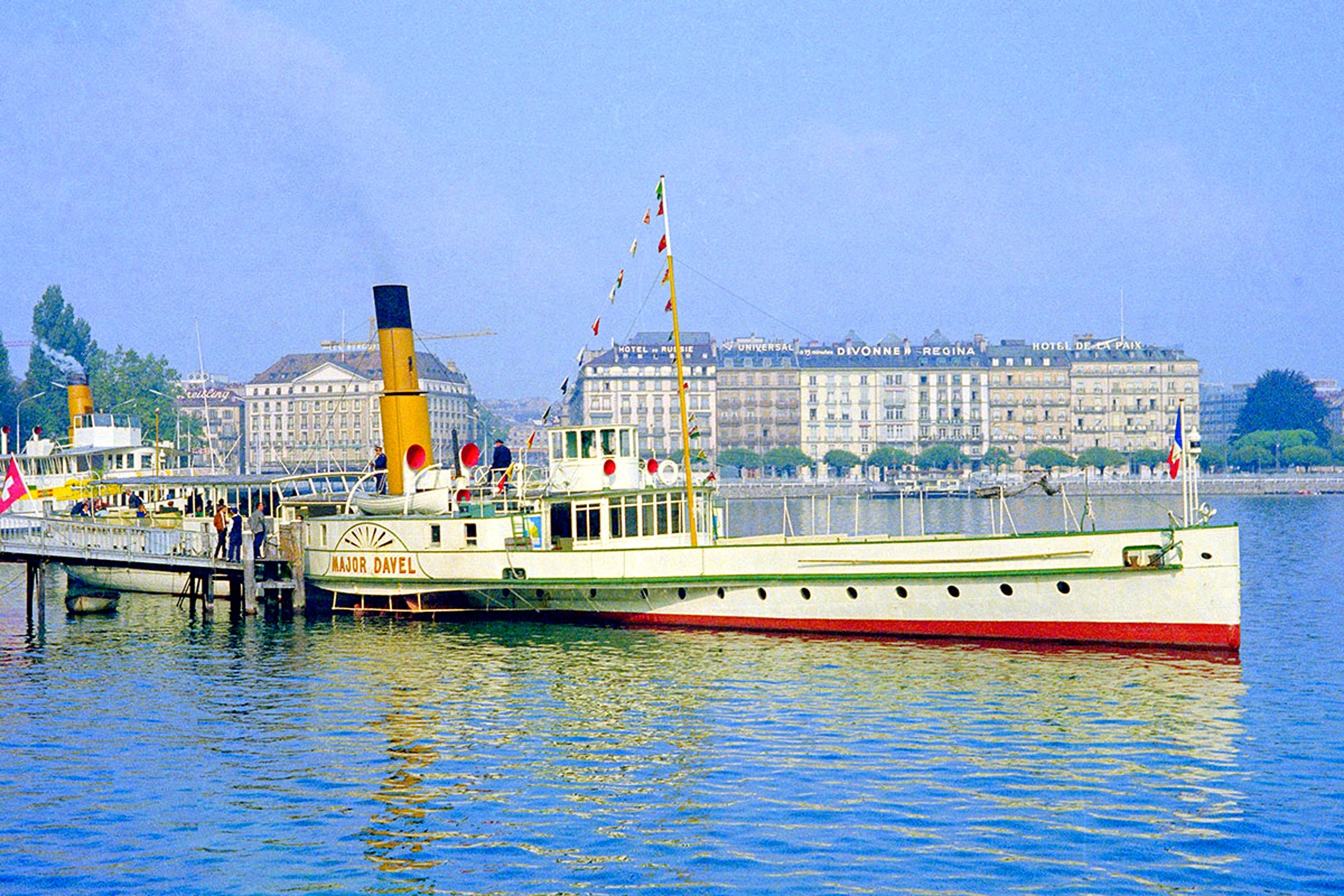
Der Halbsalondampfer Major Davel verkehrte von 1882 bis 1967 auf dem Genfersee

Nach dem Ersten Weltkrieg wurden auf den Schweizer Seen nur noch vereinzelt grössere Dampfschiffe in Betrieb genommen. Dieselmotorschiffe lösten die teilweise veralteten und nicht rentablen Dampfschiffe auf Flüssen und Seen ab. Diese benötigen weniger Personal und sind schneller betriebsbereit, da sie nicht für die Dampferzeugung vorgeheizt werden müssen. 1934 wurde die Genève als erstes Schiff mit einem dieselelektrischen Antrieb von Sulzer ausgerüstet.
Die Erneuerung der Flotten der Schweizer Schifffahrtsgesellschaften führte zum Bau von verschiedensten modernen und komfortablen Motorschiffen. Die Dampfschiffe auf dem Genfersee werden jedoch aus touristischen Gründen weiter betrieben und unterhalten.
Nach 2023 nahm die CGN aus Umweltgründen ein experimentelles Hybridschiff in Betrieb.
2012 übernahmen die drei Schweitzer Kantone Waadt, Genf und Wallis die Mehrheit der Compagnie générale de navigation sur le lac Léman.

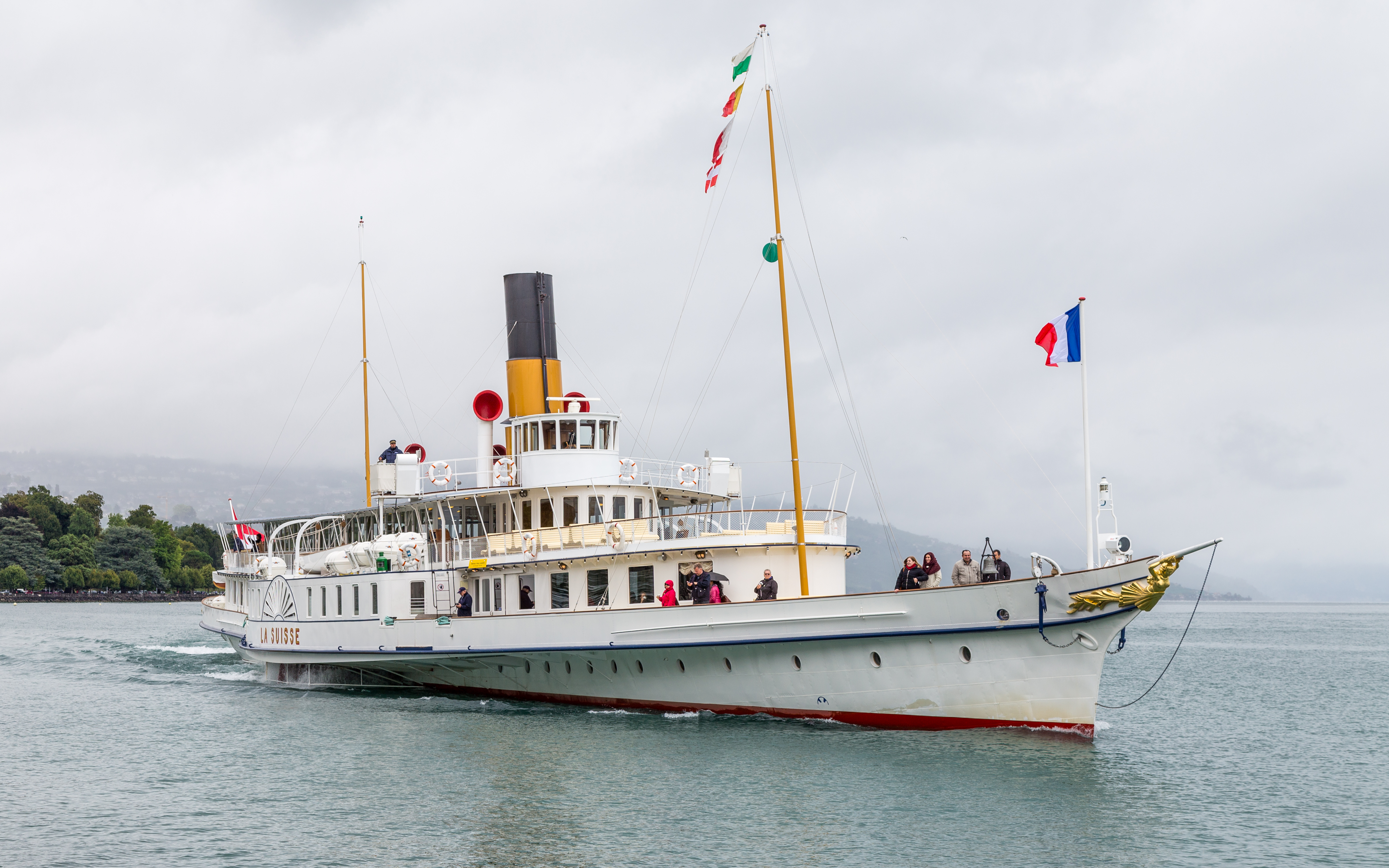
La Suisse vor Lausanne-Ouchy

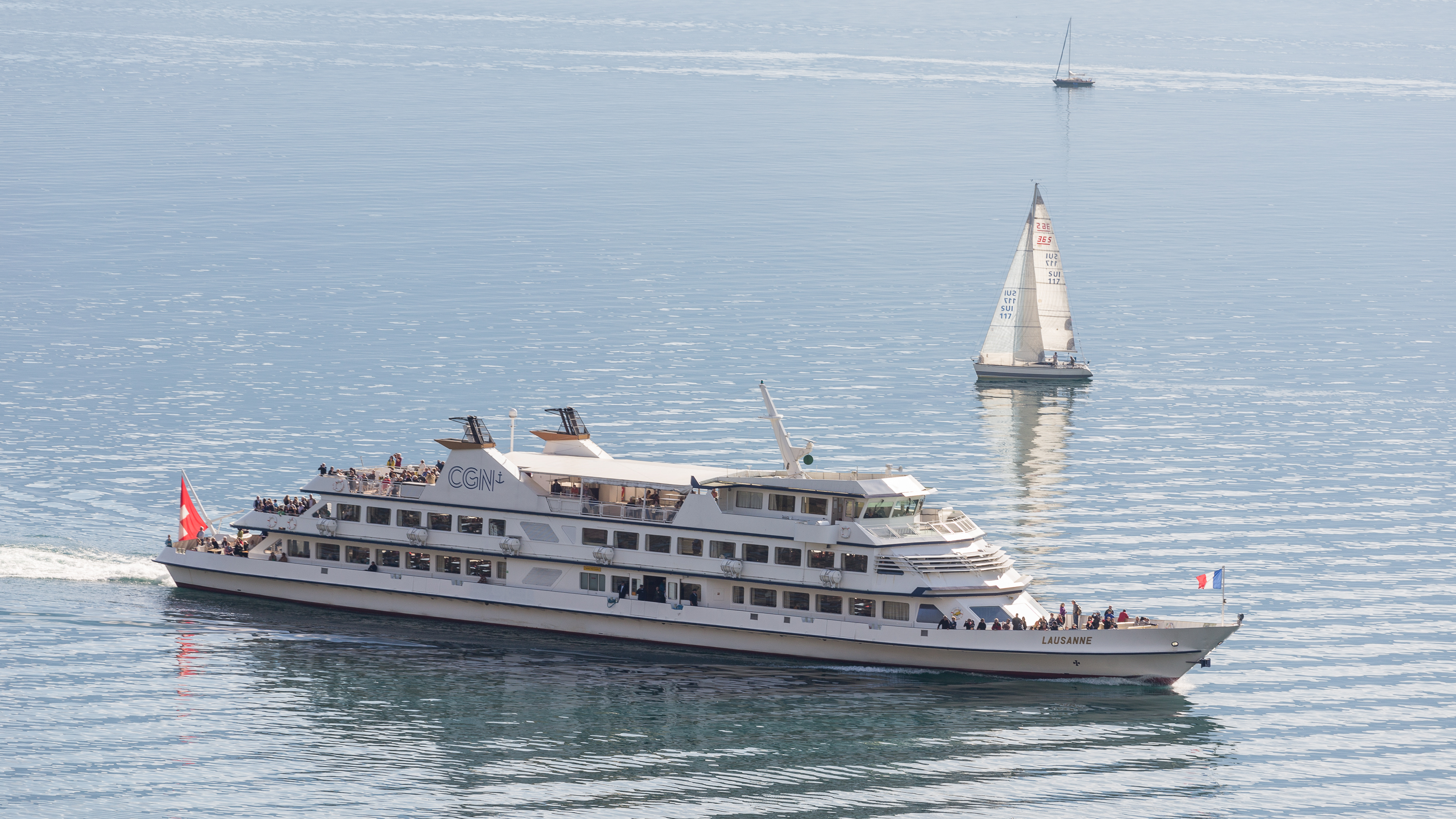
Motorschiff Lausanne vor St-Saphorin

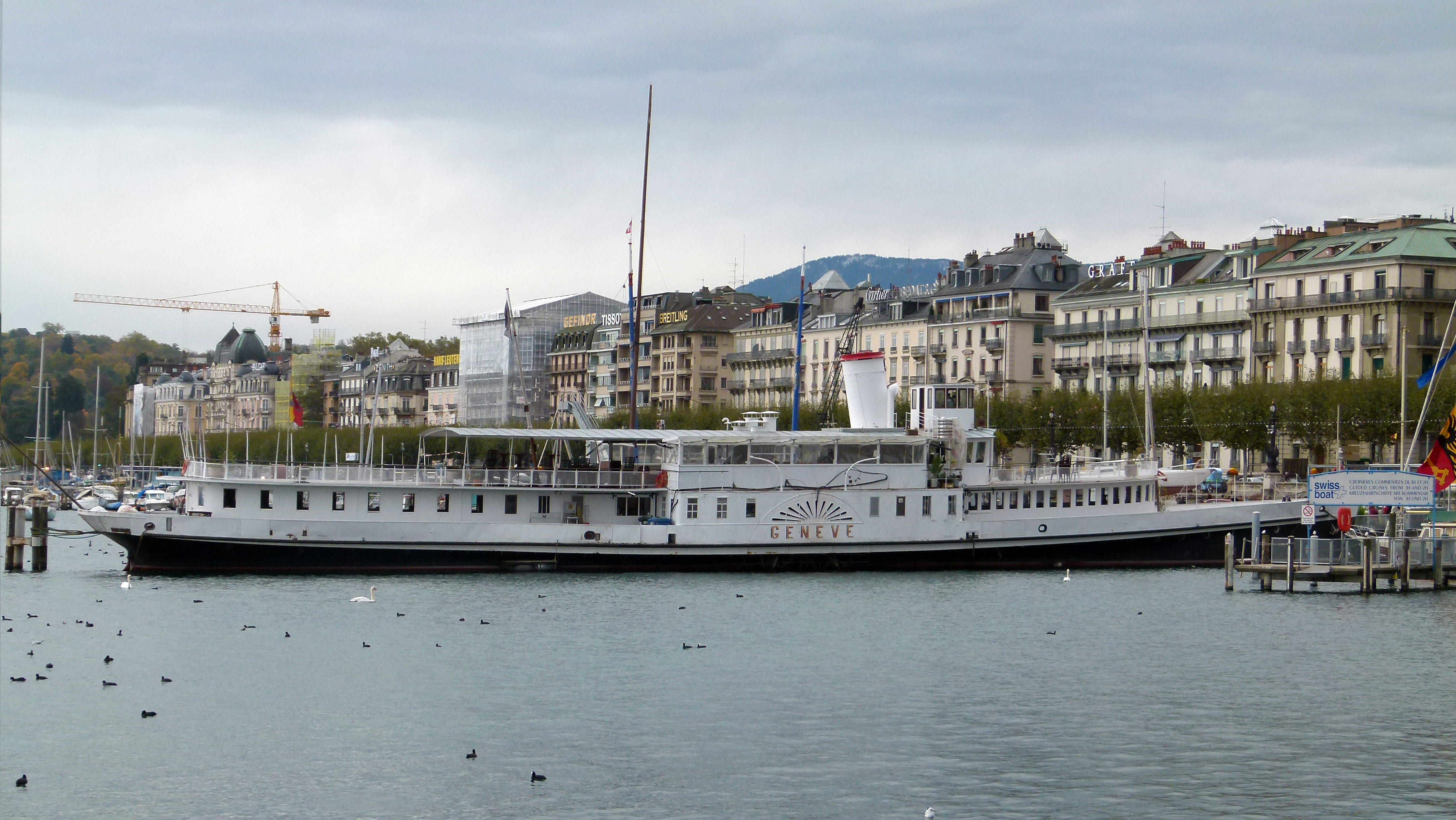
Die 1973 stillgelegte Genève (2012)

## Aktuelle Flotte der Compagnie Générale de Navigation sur le Lac Léman
| Motorschiffe - Col-Vert (1960), 130 Passagiere - Henry Dunant (1963), 550 Passagiere - Général Guisan (1964), 550 Passagiere - Ville-de-Genève (1978), 560 Passagiere - Léman (1990), 780 Passagiere - Lausanne (1991), 1500 Passagiere - Morges (2005), 200 Passagiere - Coppet (2007), 125 Passagiere, Schnellboot - Genève (2007), 125 Passagiere, Schnellboot - Lavaux (2008), 200 Passagiere | Schaufelradschiffe Radschiffe mit dieselelektrischem Antrieb - Italie (1908), 560 Passagiere - Vevey (1907), 560 Passagiere - Helvétie (1926), 980 Passagiere, seit 2002 ausser Betrieb Raddampfer - Montreux (1904), 750 Passagiere - La Suisse (1910), 850 Passagiere - Savoie (1914), 690 Passagiere - Simplon (1920), 980 Passagiere - Rhône (1927), 850 Passagiere |

## Häfen, Stationen, Kurse
Linienschiffs-Anlegestationen sind mit einem * gekennzeichnet.
- Amphion, Aubonne,* Bellevue,* Chillon, Choiseul, * Clarens,* Céligny, Commerce, * Coppet, * Corsier, Crans,* Cully, * Eaux-Vives, Est, * Evian, Evian-Mouette, Founex, *Genf, Gitana, * Hermance, * La Belotte, La Nautique, La Tour de Peilz, Lausanne, Lausanne-Vidy, * Lausanne-Ouchy, Lausanne-Vieux Port ,* Lutry, * Nyon, * Les Paquis, Lugrin, Lutry-Vieux-Stand, * Lutry, * Cully, * Meillerie,  Château,* ,* Montreux, * Nernier, * Nyon, Perroy, Petit-Bois, Pichette Ouest u. Est, Port Vidoli, Prangins, * Pully,* Rivaz, Ripaille,* Rolle, Saladin,* Sciez,* Sechex , * St Gingolph, * St Prex, * St Sulpice,  Tannay, * Territet, * Thonon, * Tourronde, Venoge, * Versoix, Versoix-Bourg, * Vevey-Plan, * Vevey-Marché, * Vevey-la-Tour * Villeneuve, * Yvoire

Auf den meisten Fahrten bietet die CGN eine Erste Klasse mit mehr Komfort an.

## Schiffervereinigungen, Segelclubs
| - ACVL (Regionaler Dachverein) - La Société nautique de Rolle - Le Cercle de voile du Vieux Chablais - Le Club Nautique de Nernier Yvoire. 1957. - Le Club Nautique de la Baie de Corsier - L’Union Nautique de Morges - L Amicale de voile de Vevey | - Le Cercle de Voile de Villeneuve - Le Cercle de Voile du Vieux Chablais - Le Cruising Club Suisse groupe Lémanique, section Haut Lac - Le Yacht Club de Genève - Les Pirates du Bief - Océanique Yacht Club - Société Nautique de Genève |

## Werften
Die Gebrüder Sulzer aus Winterthur und Escher-Wyss aus Zürich konnten während der Belle Epoque eine grosse Anzahl Dampfschiffe für die Schweizer Seen liefern. Ihr Ruf für den guten Schiffbau und insbesondere für die Qualität der Dampfmaschinen machte sie auch im Ausland bekannt. Nach 1964 wurden einige Schiffe auf der Bodan-Werft in Kressbronn gebaut.